# Manitoumeer
Het Manitoumeer is het grootste meer op het Canadese eiland Manitoulin. Omdat het eiland Manitoulin in het Huronmeer ligt is het Manitoumeer een "meer in een meer". Met een oppervlakte van 104 km² is het het grootste "meer in een meer" ter wereld. Er bevinden zich enkele eilanden in het meer. Dit zijn daarmee eilanden in een meer op een eiland in een meer.